# عظم كلابي
العظم الكلابي عظم متصل بمشط اليد ويرتبط به العظم السنعي الرابع والعظم السنعي الخامس وهو إحدى عظام الصف الثاني من عظام الرسغ وهو الأخير من جهة الإبهام.